# Douglas F3D Skyknight
Douglas F3D Skyknight, (od roku 1962 značený jako F-10 Skyknight) byl americký dvoumotorový stíhací letoun vyráběný společností Douglas Aircraft Company v El Segundo, Kalifornie. F3D byl navržen jako palubní stíhací letoun do každého počasí. Sloužil u námořnictva a námořní pěchoty USA. Letoun nebyl nikdy tak známý jako North American F-86 Sabre, přesto v roli nočního stíhače sestřelil během války v Koreji několik letounů MiG-15 bez ztráty vlastního stroje. Také sloužil jako letoun pro vedení elektronického boje ve válce ve Vietnamu. Letounu se někdy neoficiálně přezdívalo Willie the Whale (Velryba Willie).

## Vývoj a popis

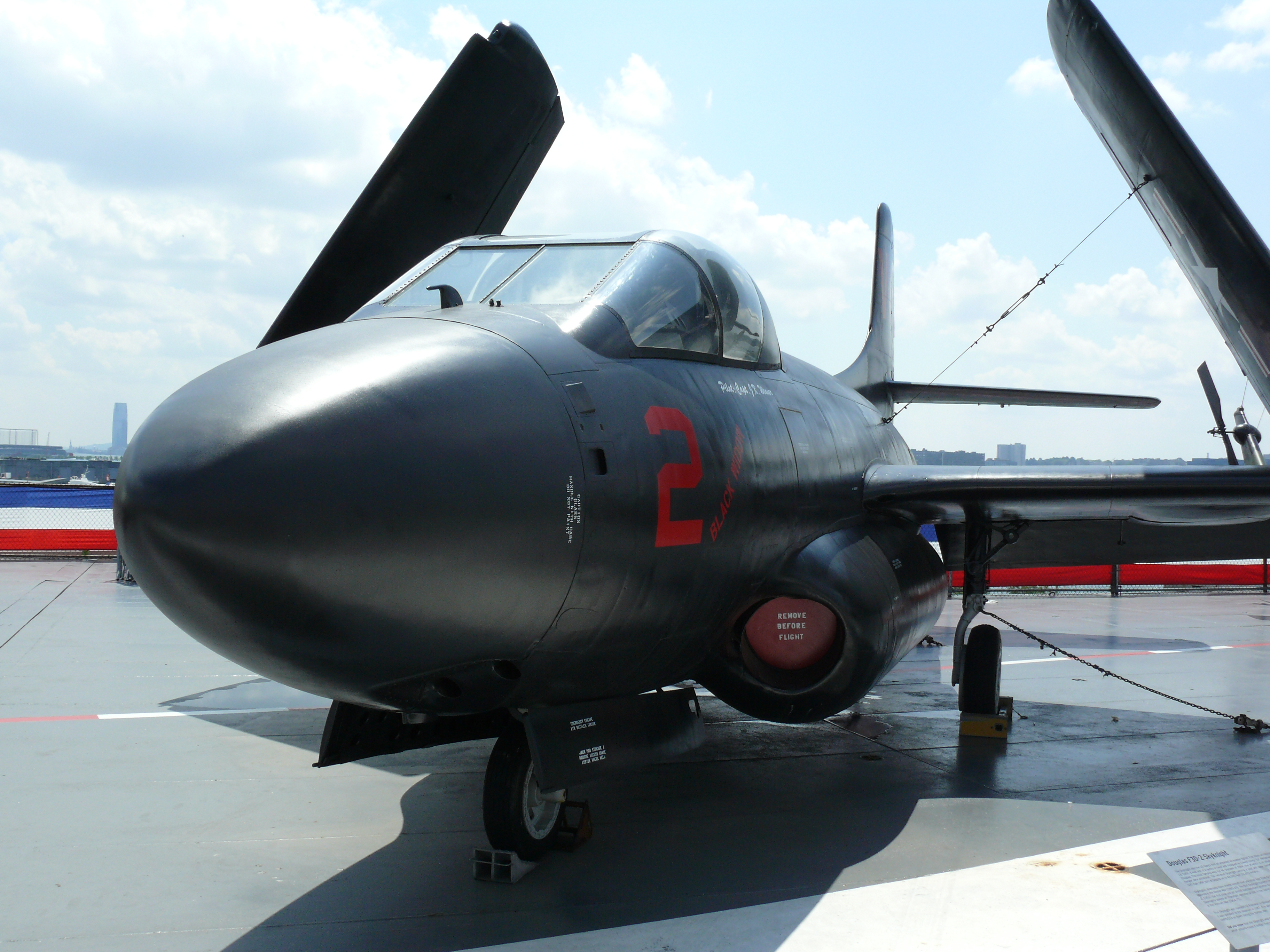
Muzejní exponát F3D-2 v roce 2009

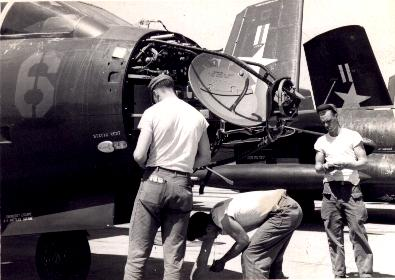
Údržba radaru APQ-35 na letounu F3D-2 v Koreji, 1953

F3D nebyl navrhován jako typický štíhlý a obratný stíhač, nýbrž jako dvoumístný noční stíhací letoun vybavený výkonným radarem. Jeho původ sahá až do roku 1945, kdy US Navy požadovalo proudový, radarem vybavený, noční stíhací letoun. Tým společnosti Douglas, který vedl konstruktér Ed Heinemann, navrhl objemný radarem vybavený dvoumístný (pilot a obsluha radaru) stroj se sedadly umístěnými vedle sebe. Jednalo se o klasický středoplošník s přímými křídly, která bylo možno složit pro úsporu místa na palubě a v hangáru letadlové lodi.
Letoun byl vybaven klasickým tříkolovým podvozkem se záchytným hákem. Před hákem bylo umístěno vysouvací kolečko, které chránilo ocas letounu při vzletu a přistání na letadlové lodi.
Místo vystřelovacích sedadel byl letoun vybaven únikovým tunelem podobně jako A-3 Skywarrior. Zatáhnutím za páku posádka otevřela únikový otvor mezi motory, oba členové posádky se museli v sedadle otočit a jeden po druhém se po nohou sklouznout ven z letounu.
Pohon letounu zajišťovaly dva proudové motory Westinghouse J34 umístěné u kořene rovných křídel, které byly typické pro rané proudové letouny. Jelikož byl letoun navrhován jako noční stíhač, neočekávalo se, že bude obratný jako menší denní stíhačky. Spíše se očekávalo, že bude stabilním letounem pro radarový systém, vybavený čtyřmi 20mm kanóny umístěnými pod trupem. US Navy podepsalo se společností Douglas kontrakt na dodání tří prototypů letounů XF3D-1 3. dubna 1946.
První let letounu XF3D-1 (číslo 121 457) s pilotem Russellem Thawem byl proveden 23. března 1948. Letoun byl poháněn motory Westinghouse J34-WE-22, každý s tahem 13,3 kN. Druhý exemplář se ocitl ve vzduchu 6. června následovaný třetím prototypem se záletem 7. října 1948. Smlouva na výrobu 28 ks letounů F3D-1 byla podepsána v červnu 1948. Systém radarů letounu F3D-1 byl označen Westinghouse AN/APQ-35. Radar AN/APQ-35 byl kombinací dvou (později třech) různých radarů, každý vykonával samostatné funkce. V nose letounu byly umístěny radary AN/APS-21 (vyhledávací radar) a AN/APG-26 (radar pro řízení palby/naváděcí radar). Jednalo se o jeden z prvních systémů „Track While Scan“ (Vyhledávání dalších cílů při současném zaměřování již zjištěného cíle). Na ocase letounu pozdější verze F3D-2 byl umístěn třetí varovný radar AN/APS-28. První sériový letoun F3D-1 vzlétl 13. února 1950 poháněný motory Westinghouse J34-WE-32 s tahem 14,5 kN na motor. Sériové stroje se od prototypu odlišovaly vnitřní zástavbou dalšího radioelektronického vybavení, proto pro kompenzaci zvýšené vzletové hmotnosti byly do letounů montovány stejné pohonné jednotky se zvýšeným tahem přeznačené na J34-WE-34.
Po letounu F3D-1 následoval letoun F3D-2, který byl poprvé objednán v srpnu 1949. Do F3D-2 měly být podle plánu osazeny motory Westinghouse J46 v rozšířených gondolách, které by nahradily původní motory J34 montované do varianty F3D-1. Problémy s vývojem motorů Westinghouse J46 vedly k tomu, že F3D-2 byl osazován motory Westinghouse J34-WE-36/36A s tahem 15,1 kN na motor. F3D-2 měl také namontován vylepšený radarový systém Westinghouse AN/APQ-36. První let F3D-2 byl proveden 14. února 1951. Do 23. března 1952 bylo vyrobeno 236 letounů F3D. Nejvíce viditelnou změnou proti letounu F3D-1 byly zvětšené vstupy vzduchu do motorů, které byly původně plánovány pro motory J46.
Byla plánována i výkonnější verze F3D-3 se skosenými křídly a motory J46. Plán však byl zrušen pro přetrvávající potíže s vývojem motorů J46.

## Služba

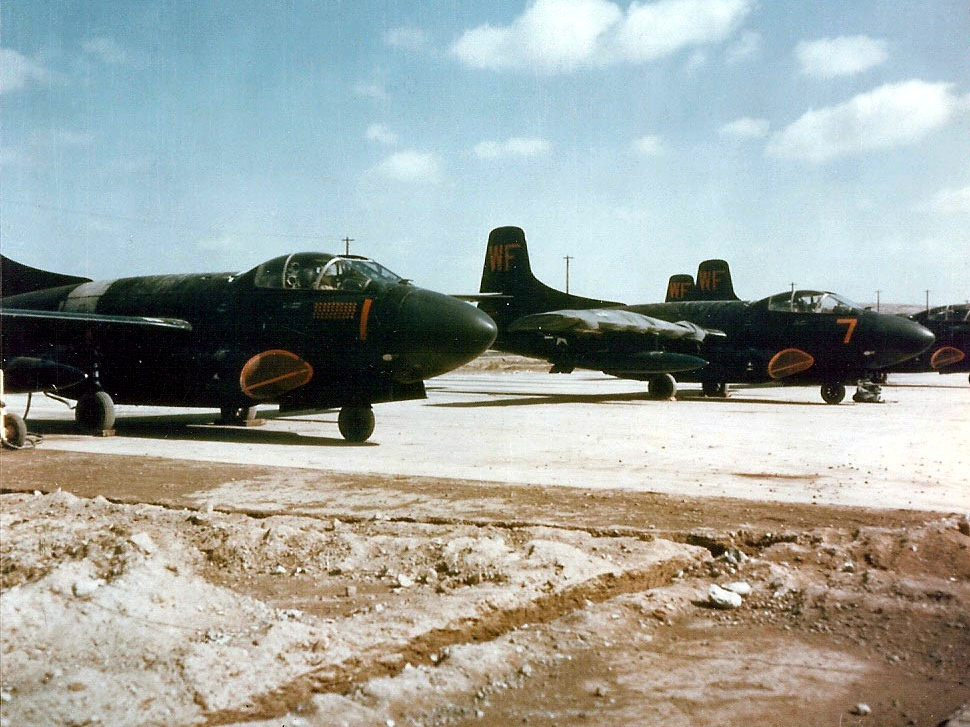
Letouny F3D-2 (VMFN-513) v Kusanu, Korea, rok 1953

F3D-1 přecházely od roku 1950 do výzbroje letek VC-3 a VC-4 námořního letectva a také k letce VMF(N)-542 letectva námořní pěchoty v El Toro. Letouny F3D-2 již zažily rozsáhlou službu ve válce v Koreji a zničily víc nepřátelských letadel než jakýkoliv jiný typ letounu US Navy a USMC. Ačkoliv byl navržen pro sestřelování nepřátelských bombardérů, sloužil především jako doprovod bombardérů B-29 Superfortress při jejich nočních náletech, které zajišťovala letka VMF(N)-513 letectva námořní pěchoty. Ztráty těchto bombardérů rostly díky zlepšující se schopnosti nepřítele navádět letouny MiG-15 na letouny B-29 pomocí pozemních radarů. Skyknight se tohoto úkolu zhostil velice dobře. Pro tyto účely byl opatřen černým nátěrem. Také sloužil jako noční přepadový stíhač. Do konce války, ve které se proslavily letouny F-86 Sabre svými vítězstvími nad nepřátelskými MiGy, letouny Skyknights sestřelily 6 nepřátelských letounů (jeden Polikarpov Po-2 a pět letounů MiG-15) bez ztráty vlastního stroje ve vzdušném souboji. Z neznámých příčin však byly ztraceny dva Skyknighty.
První vzdušné vítězství letounu bylo zaznamenáno 3. listopadu 1952, letoun náležel námořní pěchotě USA (VMF(N)-513) a posádku tvořil pilot major William T. Stratton, Jr. a operátor radaru seržant Hans C. Hoglind. Ruské zdroje však uvádějí, že pilot MiGu dokázal s vážně poškozeným strojem bezpečně přistát. Další vzdušné vítězství letoun zaznamenal v noci z 7. na 8. listopadu 1952. Tento sestřel MiGu-15 přiznávají i ruské zdroje s tím, že pilot poručík Kovaljov se bezpečně katapultoval.

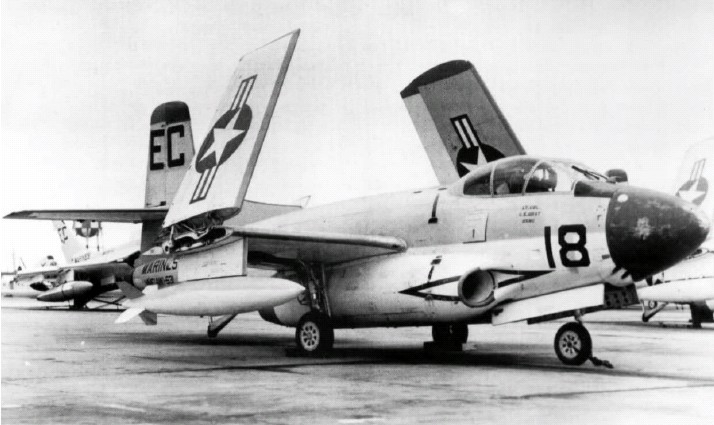
Letoun F3D-2, rok 1957

Skyknight sice postrádal elegantní zkosená křídla a vynikající podzvukové výkony letounu MiG-15, ale jeho výkonný palubní radar dokázal najít a zničit protivníky, zatímco MiGy-15 mohly být naváděny pouze pozemními radary a díky absenci vlastního radaru byli v noci téměř „slepí“.
Po Korejské válce byly letouny F3D postupně nahrazovány výkonnějšími letouny s lepšími radary. Ačkoliv měl letoun prostorný trup, který bylo snadné přizpůsobit pro jiné úlohy, obvykle tomu tak nedělo. Několik F3D však (pod označením F3D-1M a F3D-2M) bylo uzpůsobeno k nesení protileteckých střel a k dalším účelům.
F3D-2M bylo prvním proudovým letadlem operujícím v rámci US Navy vybaveným řízenými střelami vzduch-vzduch Sparrow I. Pouze 38 letounů (12 F3D-1M, a 16 F3D-2M) bylo upraveno pro nesení těchto raket.
Na konci 50. let 20. století bylo několik námořních letounů F3D-2 předěláno na letoun pro vedení elektronického boje. Tato letouny byly označeny F3D-2Q (později EF-10B). Několik letounů bylo také upraveno pro cvičné účely a byly označeny F3D-2T.

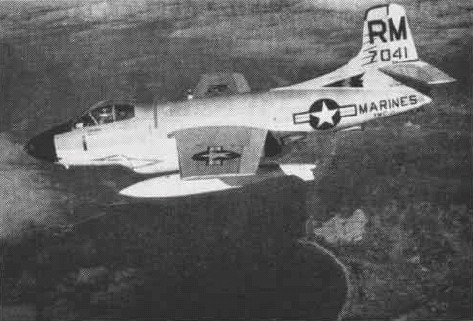
EF-10B (VMCJ-1) nad Vietnamem v roce 1966

Letouny Skyknight pokračovaly ve službě i v průběhu 60. let, kdy jejich současníci byly již dávno vyřazeni. V té době již létaly v čistě bílém nátěru. V roce 1962 US Navy a USAF sjednotily své systémy ve značení letadel. F3D-1 bylo přeznačeno na F-10A a F3D-2 bylo přeznačeno na F-10B. Skyknight byl jedinou stíhačkou sloužící v Korejské válce, která sloužila rovněž ve Vietnamské válce (podobně jako útočný letoun A-1 Skyraider). Letouny EF-10B sloužily v roli elektronických rušiček během Vietnamské války z letiště Da Nang až do roku 1969. Ve Vietnamu se zúčastnily mnoha misí, při kterých určovaly pozice nepřátelských radarů a oslepovaly je klamnými cíli a rušičkami. Námořní pěchota USA vyřadila poslední letouny EF-10Bs v roce 1970. Několik letounů létalo jako testovací letoun pro společnost Raytheon až do 80. let.
Když US Navy v roce 1959 vydalo požadavek na obranný stíhací letoun námořní flotily, společnost Douglas reagovala návrhem letounu F6D Missileer, což byla jen vylepšená a zvětšená verze letounu F3D, která mohla nést střely dlouhého dosahu AAM-N-10 Eagle. Důraz byl kladen spíše na zvýšení nosnosti, zvětšení palivových nádrží, velkou vytrvalost ve vzduchu a sofistikovanou elektroniku, než na obratnost a rychlost. Tento návrh, který stále počítal s rovnými křídly a zastaralými proudovými motory, byl brzy zrušen, protože panovaly oprávněné pochyby o tom, že letoun by byl schopen bránit sám sebe před obratnými nepřátelskými stíhačkami.
Neobvyklý profil vynesl letounu přezdívku "Willie the Whale (Velryba Willie)". Méně jasné je jak přišel k přezdívce "Drut". Je nutné poznamenat, že přezdívka "Drut" přečtená pozpátku již smysl dává – "Turd (Hovno)".

## Muzejní exponáty
Dochovalo se celkem devět letounů Skypirate.
- F3D-2, č. 124598, National Museum of Naval Aviation, NAS Pensacola, Florida
- F3D, č. 125807, Combat Air Museum, Topeka, Kansas
- F3D-2 USS Intrepid Museum, New York City.
- F3D-2, č. 124629, Pima Air and Space Museum, přiléhající k letecké základně Davis-Monthan ve městě Tucson,Arizona.[16]

## Varianty
XF3D-1

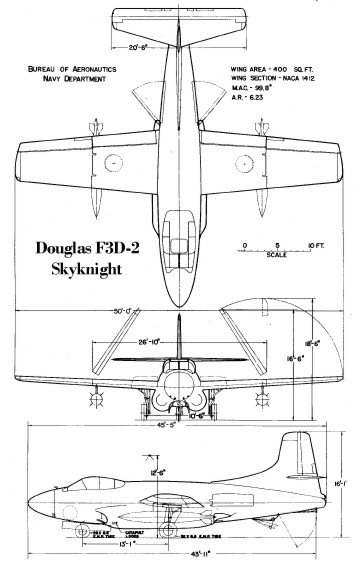
F3D-2 Skyknight

- Prototyp letounu. Postaveny tři kusy.

F3D-1 Skyknight (F-10A Skyknight)
- Dvoumístný stíhací letoun do každého počasí poháněný dvěma motory Westinghouse J34-WE-32. Postaveno 28 kusů.

F3D-1M Skyknight (MF-10A Skyknight)
- 12 letounů F3D-1 upravených pro testování protileteckých střel. Byly použity při vývoji raket vzduch-vzduch AIM-7 Sparrow.

F3D-2 Skyknight (F-10B Skyknight)
- Vylepšená verze letounu poháněná motory Westinghouse J34-WE-36 nebo J34-WE-36A, vybavená autopilotem a vylepšeným radarovým systémem Westinghouse AN/APQ-36. Postaveno 237 kusů.

F3D-2B Skyknight
- Jeden upravený letoun F3D-1 používaný ke zkoušení speciálních výzbroje v roce 1952.

F3D-2M Skyknight (MF-10B Skyknight)
- 16 letounů F3D-2, které byly upraveny pro nesení raket. Letouny F3D-2M byly vyzbrojeny raketami vzduch-vzduch AIM-7 Sparrow.

F3D-2Q Skyknight (EF-10B Skyknight)
- 35 letounů F3D-2 upravených pro vedení elektronického boje.

F3D-2T Skyknight
- 5 letounů F3D-2 upravených pro výcvik nočních stíhacích pilotů.

F3D-2T2 (TF-10B Skyknight)
- 55 letounů F3D-2 používaných k výcviku operátorů radarů a pro vedení elektronického boje.

F3D-3 Skyknight
- Nerealizovaná verze. Zamýšleno použití zkosených křídel.

## Specifikace (F3D-2)
Data převzata z Standard Aircraft Characteristics F3D-2 "Skyknight"

### Technické údaje
- Posádka: 2 (1 pilot, 1 operátor radaru)
- Rozpětí: 15,24 m (8,18 m se složenými křídly)
- Délka: 13,85 m
- Výška: 4.9 m
- Nosná plocha: 37 m²
- Plošné zatížení: 383 kg/m²
- Prázdná hmotnost: 6 813 kg
- Max. vzletová hmotnost : 12 151 kg
- Pohonná jednotka: 2× proudový motor Westinghouse J34-WE-36
- Tah pohonné jednotky: 15,1 kN

### Výkony
- Cestovní rychlost: 731 km/h (395 uzlů, 454 mph) ve výšce 10 000 m
- Maximální rychlost: 852 km/h (460 uzlů, 529 mph) ve výšce 3 048 m (10 000 stop)
- Minimální rychlost: 149 km/h (81 uzlů, 93 mph) na hladině moře
- Dolet: 2 212 km (1 195 námořních mil)
- Dostup: 11 200 m (36 700 stop)
- Stoupavost: 15,1 m/s

### Výzbroj
- 4× letecký kanón Hispano-Suiza M2 ráže 20 mm, 200 nábojů na zbraň
- 2× 900 kg (2 000 lb) bomba
- 4× střela vzduch-vzduch Sparrow I (u verze F3D-2M)

## Uživatelé
USA
- USMC
- US Navy

## Srovnatelná letadla
- De Havilland Sea Vixen
- Northrop F-89 Scorpion